# Eletroforese em gel de agarose

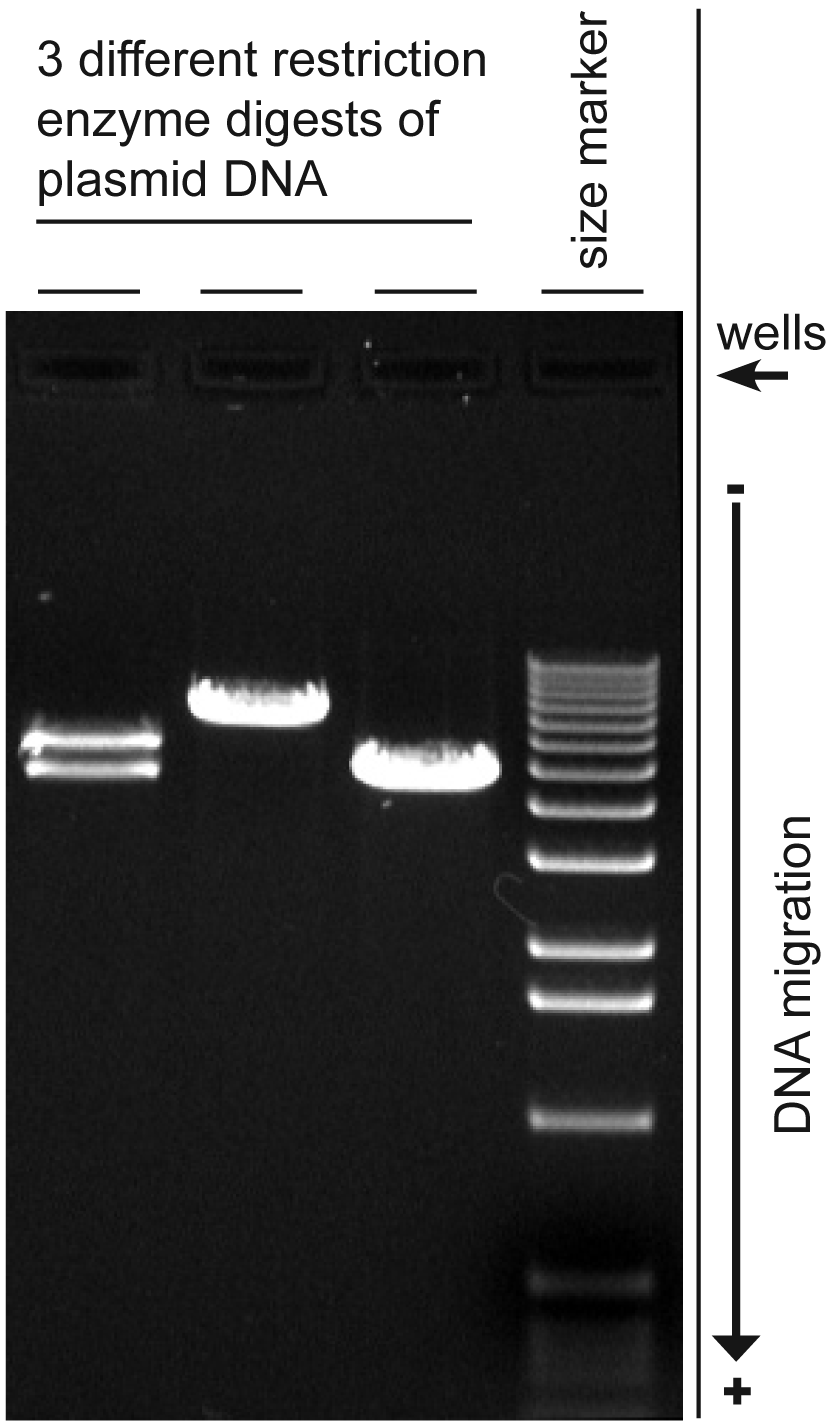
Imagem digital de 3 testes de restrição de plasmídeo executadas em um gel de agarose a 1% p/v, 3 volt/cm, corado com brometo de etídio. O marcador de tamanho de DNA é uma escada comercial de 1 kb. A posição dos poços e a direção da migração do DNA são anotadas.

A eletroforese em gel de agarose é um método de eletroforese em gel usado em bioquímica, biologia molecular, genética e química clínica para separar uma população mista de macromoléculas, como DNA ou proteínas, em uma matriz de agarose, um dos dois principais componentes do ágar. As proteínas podem ser separadas por carga e/ou tamanho (a eletroforese em agarose com focalização isoelétrica é essencialmente independente do tamanho), e os fragmentos de DNA e RNA por comprimento. As biomoléculas são separadas pela aplicação de um campo elétrico para mover as moléculas carregadas através de uma matriz de agarose, e as biomoléculas são separadas por tamanho nessa matriz.
O gel de agarose é fácil de moldar, tem relativamente menos grupos carregados e é particularmente adequado para separar o DNA da faixa de tamanho mais frequentemente encontrada em laboratórios, o que explica a popularidade de seu uso. O DNA separado pode ser visualizado com corante, mais comumente sob luz UV, e os fragmentos de DNA podem ser extraídos do gel com relativa facilidade. A maioria dos géis de agarose usados são de 0,7 a 2% dissolvidos em um tampão de eletroforese adequado.

## Propriedades do gel de agarose

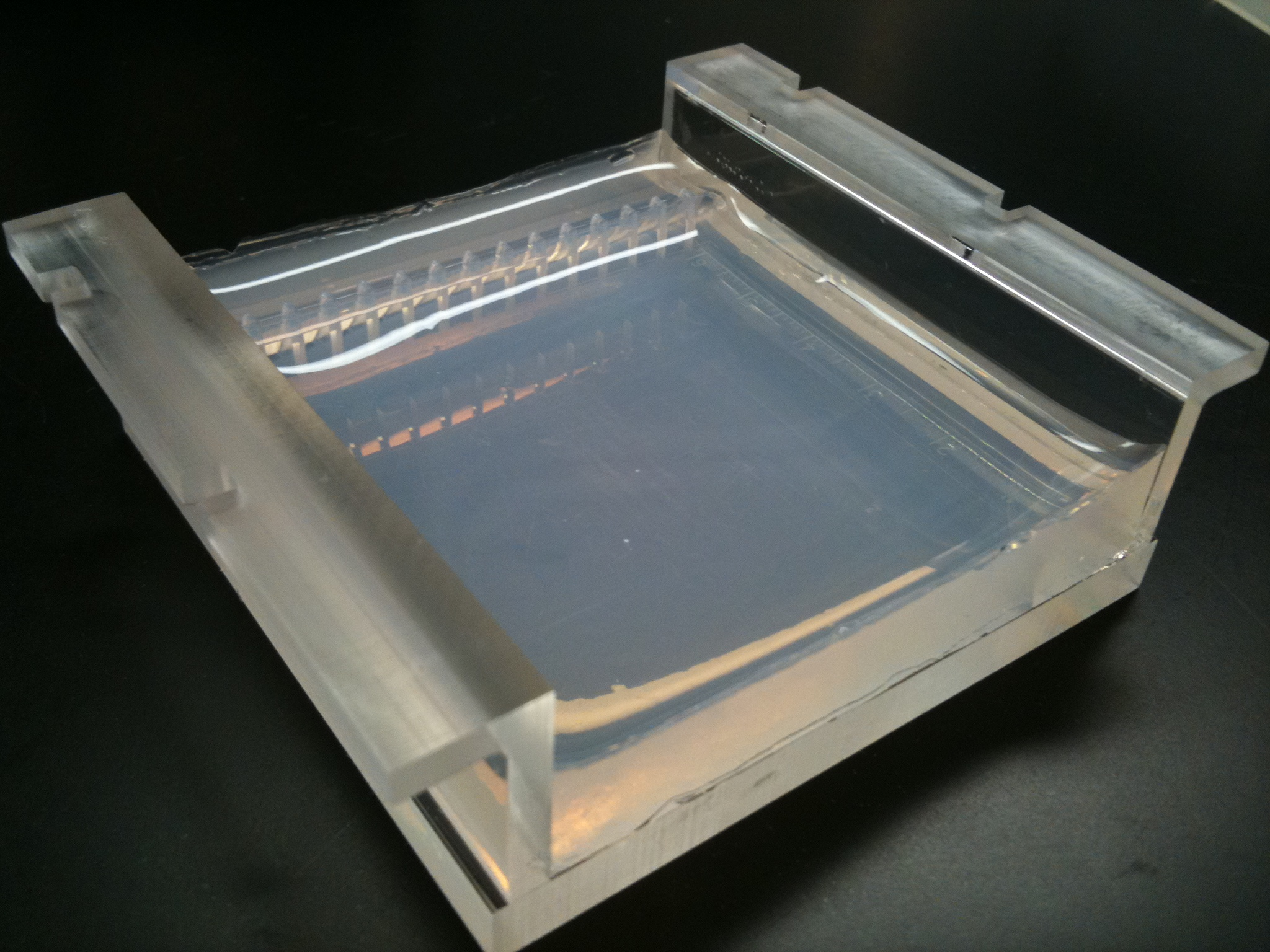
Um gel de agarose moldado em uma bandeja, a ser usado para eletroforese em gel

O gel de agarose é uma matriz tridimensional formada por moléculas helicoidais de agarose em feixes superenrolados que são agregados em estruturas tridimensionais com canais e poros pelos quais as biomoléculas podem passar. A estrutura tridimensional é mantida unida por ligações de hidrogênio e, portanto, pode ser rompida pelo aquecimento até o estado líquido. A temperatura de fusão é diferente da temperatura de gelificação, dependendo das fontes, o gel de agarose tem uma temperatura de gelificação de 35-42 °C e uma temperatura de fusão de 85-95 °C. Também estão disponíveis agaroses de baixo ponto de fusão e de baixa gelificação feitas por meio de modificações químicas.
O gel de agarose tem poros grandes e boa força de gel, o que o torna adequado como meio anticonvecção para a eletroforese de DNA e moléculas grandes de proteína. O tamanho do poro de um gel a 1% foi estimado entre 100 nm e 200-500 nm, e sua força de gel permite que géis tão diluídos quanto 0,15% formem uma placa para eletroforese em gel. Entretanto, géis de baixa concentração (0,1-0,2%) são frágeis e, portanto, difíceis de manusear. O gel de agarose tem um poder de resolução menor do que o gel de poliacrilamida para o DNA, mas tem uma faixa maior de separação e, portanto, é usado para fragmentos de DNA com tamanho de 50 a 20.000 pb. O limite de resolução da eletroforese em gel de agarose padrão é de cerca de 750 kb, mas é possível obter uma resolução de mais de 6 Mb com a eletroforese em gel de campo pulsado (PFGE). Também pode ser usado para separar proteínas grandes e é a matriz preferida para a eletroforese em gel de partículas com raios efetivos maiores que 5-10 nm. Um gel de agarose a 0,9% tem poros grandes o suficiente para a entrada do bacteriófago T4.
O polímero de agarose contém grupos carregados, especialmente piruvato e sulfato. Esses grupos carregados negativamente criam um fluxo de água na direção oposta ao movimento do DNA em um processo chamado eletroendosmose (EEO) e, portanto, podem retardar o movimento do DNA e causar borrões nas bandas. Os géis de concentração mais alta teriam um fluxo eletroendosmótico maior. Portanto, a agarose com baixo teor de EEO é geralmente preferida para uso na eletroforese de ácidos nucleicos em gel de agarose, mas a agarose com alto teor de EEO pode ser usada para outros fins. O menor teor de sulfato da agarose de baixo EEO, especialmente da agarose de baixo ponto de fusão (LMP), também é benéfico nos casos em que o DNA extraído do gel deve ser usado para manipulação posterior, já que a presença de sulfatos contaminantes pode afetar alguns procedimentos subsequentes, como a ligação e a PCR. No entanto, as agaroses com zero EEO são indesejáveis para algumas aplicações, pois podem ser feitas com a adição de grupos carregados positivamente e esses grupos podem afetar as reações enzimáticas subsequentes. A eletroendosmose é um motivo pelo qual a agarose é usada em vez do ágar, pois o componente de agaropectina no ágar contém uma quantidade significativa de sulfato carregado negativamente e grupos carboxila. A remoção da agaropectina na agarose reduz substancialmente a EEO, além de reduzir a adsorção não específica de biomoléculas à matriz do gel. No entanto, para algumas aplicações, como a eletroforese de proteínas séricas, pode ser desejável uma alta EEO, e a agaropectina pode ser adicionada ao gel usado.

## Migração de ácidos nucleicos em gel de agarose

### Fatores que afetam a migração de ácido nucleico em gel

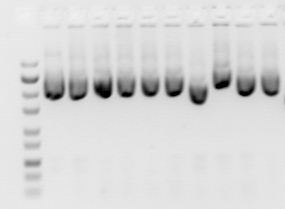
Os géis de preparações de plasmídeo geralmente mostram uma banda principal de DNA superenrolado com outras bandas mais fracas na mesma faixa. Observe que, por convenção, o gel de DNA é exibido com fragmentos menores de DNA mais próximos da parte inferior do gel. Isso ocorre porque, historicamente, os géis de DNA eram executados verticalmente e os fragmentos menores de DNA se movem para baixo mais rapidamente

Diversos fatores podem afetar a migração dos ácidos nucleicos: a dimensão dos poros do gel (concentração do gel), o tamanho do DNA que está sendo eletroforeseado, a voltagem usada, a força iônica do tampão e a concentração do corante intercalante, como o brometo de etídio, se usado durante a eletroforese.
As moléculas menores se deslocam mais rapidamente do que as moléculas maiores no gel, e o DNA de fita dupla se desloca a uma taxa que é inversamente proporcional ao logaritmo do número de pares de bases. No entanto, essa relação se rompe com fragmentos de DNA muito grandes, e a separação de fragmentos de DNA muito grandes requer o uso de eletroforese em gel de campo pulsado (PFGE), que aplica corrente alternada de diferentes direções e os fragmentos grandes de DNA são separados à medida que se reorientam com a mudança de campo.
Para a eletroforese em gel de agarose padrão, as moléculas maiores são melhor resolvidas usando um gel de baixa concentração, enquanto as moléculas menores se separam melhor em um gel de alta concentração. Entretanto, os géis de concentração mais alta exigem tempos de execução mais longos (às vezes, dias).
O movimento do DNA pode ser afetado pela conformação da molécula de DNA; por exemplo, o DNA superenrolado geralmente se move mais rápido do que o DNA relaxado porque é firmemente enrolado e, portanto, mais compacto. Em uma preparação normal de DNA de plasmídeo, várias formas de DNA podem estar presentes. A eletroforese em gel dos plasmídeos normalmente mostra a forma negativamente superenrolada como a banda principal, enquanto o DNA cortado (forma circular aberta) e a forma circular fechada relaxada aparecem como bandas menores. A taxa de movimentação das várias formas, entretanto, pode mudar com o uso de diferentes condições de eletroforese, e a mobilidade do DNA circular maior pode ser mais fortemente afetada do que a do DNA linear pelo tamanho do poro do gel.
O brometo de etídio, que se intercala no DNA circular, pode alterar a carga, o comprimento e a super-helicidade da molécula de DNA, portanto, sua presença no gel durante a eletroforese pode afetar seu movimento. Por exemplo, a carga positiva do brometo de etídio pode reduzir o movimento do DNA em 15%. A eletroforese em gel de agarose pode ser usada para resolver o DNA circular com diferentes topologias de superenrolamento.
O dano ao DNA devido ao aumento da reticulação polimérica também reduzirá a migração eletroforética do DNA de forma dependente da dose.
A taxa de migração do DNA é proporcional à voltagem aplicada, ou seja, quanto maior a voltagem, mais rápido o DNA se move. No entanto, a resolução de fragmentos grandes de DNA é menor em alta voltagem. A mobilidade do DNA também pode mudar em um campo instável - em um campo que é periodicamente revertido, a mobilidade do DNA de um determinado tamanho pode cair significativamente em uma determinada frequência de ciclagem. Esse fenômeno pode resultar em inversão de banda na eletroforese em gel de inversão de campo (FIGE), em que os fragmentos maiores de DNA se movem mais rapidamente do que os menores.

### Anomalias de migração
- Géis "Smiley" - esse efeito de borda é causado quando a tensão aplicada é muito alta para a concentração de gel usada.[19]
- Sobrecarga de DNA - a sobrecarga de DNA reduz a velocidade de migração dos fragmentos de DNA.
- Contaminação - a presença de impurezas, como sais ou proteínas, pode afetar o movimento do DNA.

### Mecanismo de migração e separação
A carga negativa de sua estrutura de fosfato move o DNA em direção ao ânodo carregado positivamente durante a eletroforese. No entanto, a migração das moléculas de DNA em solução, na ausência de uma matriz de gel, é independente do peso molecular durante a eletroforese. A matriz de gel é, portanto, responsável pela separação do DNA por tamanho durante a eletroforese, e existem vários modelos para explicar o mecanismo de separação de biomoléculas na matriz de gel. Um modelo amplamente aceito é o de Ogston, que trata a matriz de polímero como uma peneira. Uma proteína globular ou uma bobina aleatória de DNA se move através dos poros interconectados, e o movimento de moléculas maiores tem maior probabilidade de ser impedido e retardado por colisões com a matriz do gel, e as moléculas de tamanhos diferentes podem, portanto, ser separadas nesse processo de peneiração.
O modelo de Ogston, no entanto, não funciona para moléculas grandes, pois os poros são significativamente menores do que o tamanho da molécula. Para moléculas de DNA de tamanho superior a 1 kb, um modelo de reptação (ou suas variantes) é mais comumente usado. Esse modelo pressupõe que o DNA pode se arrastar de forma "serpenteada" (daí o termo "reptação") pelos poros como uma molécula alongada. Um modelo de reptação tendenciosa se aplica a uma força de campo elétrico mais alta, em que a extremidade principal da molécula se torna fortemente tendenciosa na direção para a frente e puxa o restante da molécula. A microscopia de fluorescência em tempo real de moléculas coradas, no entanto, mostrou uma dinâmica mais sutil durante a eletroforese, com o DNA mostrando uma elasticidade considerável ao se esticar alternadamente na direção do campo aplicado e depois se contrair em uma bola, ou se enganchar em forma de U quando fica preso nas fibras de polímero.

## Procedimento geral
Os detalhes de um experimento de eletroforese em gel de agarose podem variar dependendo dos métodos, mas a maioria segue um procedimento geral.

### Preparo do gel

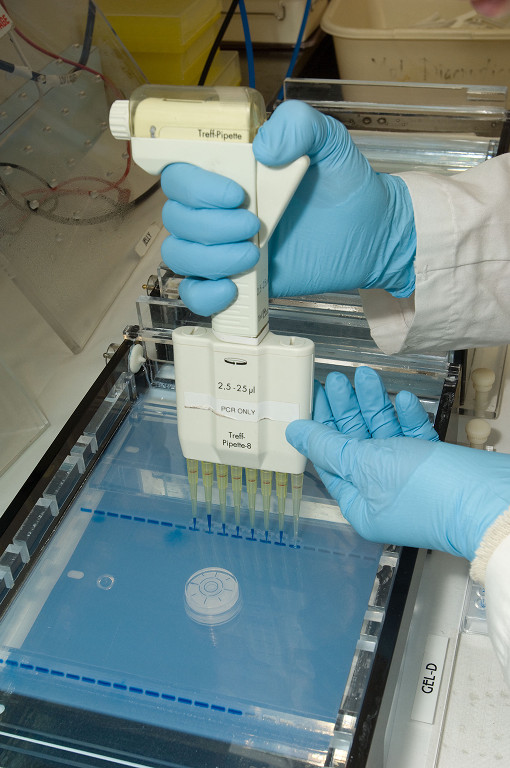
Carregamento de amostras de DNA nos poços de um gel de agarose usando uma pipeta multicanal

O gel é preparado dissolvendo-se o pó de agarose em um tampão apropriado, como TAE ou TBE, a ser usado na eletroforese. A agarose é dispersa no tampão antes de ser aquecida até quase o ponto de ebulição, mas deve-se evitar a ferver. Deixa-se a agarose derretida esfriar o suficiente antes de se despejar a solução em um molde, pois o molde pode se deformar ou rachar se a solução de agarose estiver muito quente. Um pente é colocado no molde para criar poços para carregar a amostra, e o gel deve estar completamente endurecido antes do uso.
A concentração do gel afeta a resolução da separação do DNA. O gel de agarose é composto de poros microscópicos pelos quais as moléculas passam, e há uma relação inversa entre o tamanho do poro do gel de agarose e a concentração - o tamanho do poro diminui à medida que a densidade das fibras de agarose aumenta. A alta concentração do gel melhora a separação de moléculas menores de DNA, enquanto a baixa concentração do gel permite a separação de moléculas grandes de DNA. O processo permite a separação de fragmentos que variam de 50 pares de bases a vários megabases, dependendo da concentração de gel usada. A concentração é medida em peso de agarose sobre o volume de tampão usado (g/ml). Para uma eletroforese em gel de agarose padrão, um gel de 0,8% proporciona boa separação ou resolução de fragmentos grandes de DNA de 5-10kb, enquanto um gel de 2% proporciona boa resolução para fragmentos pequenos de 0,2-1kb. Os géis de 1% costumam ser usados para uma eletroforese padrão. Os géis de alta porcentagem costumam ser frágeis e podem não se fixar uniformemente, enquanto os géis de baixa porcentagem (0,1-0,2%) são frágeis e difíceis de manusear. Os géis de agarose de baixo ponto de fusão (LMP) também são mais frágeis do que o gel de agarose normal. A agarose de baixo ponto de fusão pode ser usada sozinha ou simultaneamente com a agarose padrão para a separação e o isolamento do DNA. O PFGE e a FIGE são geralmente feitos com géis de agarose de alta porcentagem.

### Carregamento de amostras
Depois que o gel endurece, o pente é removido, deixando os poços onde as amostras de DNA podem ser carregadas. O tampão de carregamento é misturado com a amostra de DNA antes de a mistura ser carregada nos poços. O tampão de carregamento contém um composto denso, que pode ser glicerol, sacarose ou Ficoll, que aumenta a densidade da amostra para que a amostra de DNA possa afundar no fundo do poço. Se a amostra de DNA contiver etanol residual após sua preparação, ela poderá flutuar para fora do poço. O tampão de carregamento também inclui corantes coloridos, como xileno cianol e azul de bromofenol, usados para monitorar o progresso da eletroforese. As amostras de DNA são carregadas com uma pipeta.

### Eletroforese

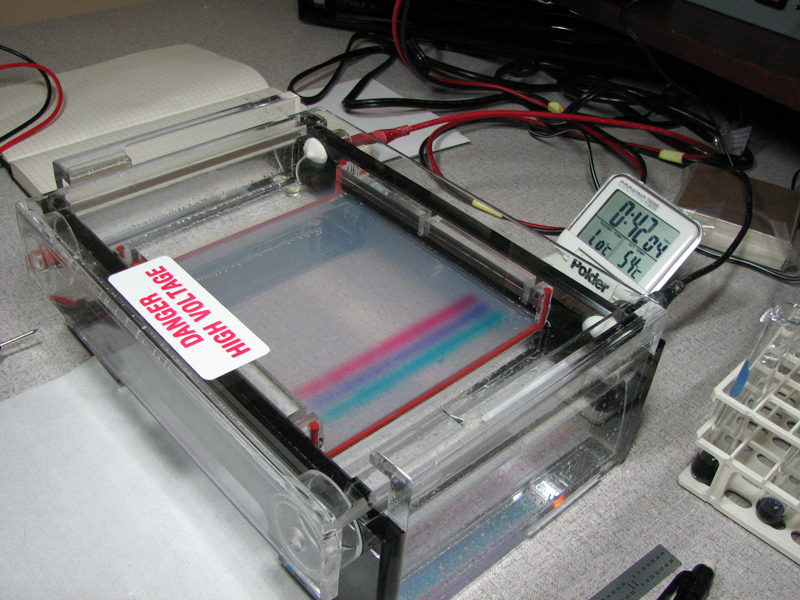
Placa de gel de agarose no tanque de eletroforese com faixas de corantes indicando o progresso da eletroforese. O DNA se move em direção ao ânodo

A eletroforese em gel de agarose é mais comumente realizada horizontalmente em um modo subaquoso, em que a placa de gel fica completamente submersa no tampão durante a eletroforese. Também é possível, mas menos comum, realizar a eletroforese verticalmente, bem como horizontalmente, com o gel levantado em pernas de agarose usando um aparelho apropriado. O tampão usado no gel é o mesmo que o tampão de corrida no tanque de eletroforese, razão pela qual a eletroforese no modo subaquoso é possível com o gel de agarose.
Para obter a resolução ideal de DNA com tamanho superior a 2 kb na eletroforese em gel padrão, recomenda-se de 5 a 8 V/cm (a distância em cm refere-se à distância entre os eletrodos, portanto, essa tensão recomendada seria de 5 a 8 multiplicada pela distância entre os eletrodos em cm). A tensão também pode ser limitada pelo fato de aquecer o gel e fazer com que ele derreta se for executado em alta tensão por um período prolongado, especialmente se o gel usado for o gel de agarose LMP. Uma voltagem muito alta também pode reduzir a resolução, além de causar listras nas bandas de moléculas grandes de DNA. Uma voltagem muito baixa pode levar à ampliação da banda para pequenos fragmentos de DNA devido à dispersão e à difusão.
Como o DNA não é visível à luz natural, o progresso da eletroforese é monitorado com o uso de corantes coloridos. O xileno cianol (cor azul clara) comigra os fragmentos grandes de DNA, enquanto o azul de bromofenol (azul escuro) comigra os fragmentos menores. Os corantes menos comumente usados incluem vermelho de cresol e alaranjado G, que migram antes do azul de bromofenol. Um marcador de DNA também é usado em conjunto para estimar o peso molecular dos fragmentos de DNA. Observe, entretanto, que o tamanho de um DNA circular, como os plasmídeos, não pode ser medido com precisão usando marcadores padrão, a menos que tenha sido linearizado por digestão de restrição; como alternativa, pode ser usado um marcador de DNA superenrolado.

### Coloração e visualização

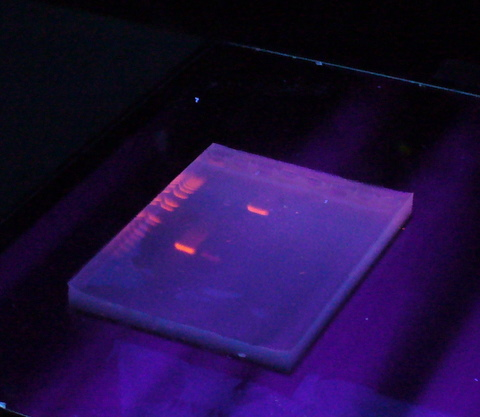
O gel com iluminação UV: O DNA corado com brometo de etídio aparece como faixas alaranjadas brilhantes

O DNA e o RNA são normalmente visualizados pela coloração com brometo de etídio, que se intercala nos sulcos principais do DNA e fluoresce sob luz UV. A intercalação depende da concentração de DNA e, portanto, uma banda com alta intensidade indicará uma quantidade maior de DNA em comparação com uma banda de menor intensidade. O brometo de etídio pode ser adicionado à solução de agarose antes da gelificação, ou o gel de DNA pode ser corado posteriormente após a eletroforese. A descoloração do gel não é necessária, mas pode produzir imagens melhores. Há outros métodos de coloração disponíveis; exemplos são MIDORI Green, SYBR Green, GelRed, azul de metileno, azul de cresil brilhante, sulfato de azul do Nilo e violeta de genciana. SYBR Green, GelRed e outros produtos comerciais semelhantes são vendidos como alternativas mais seguras ao brometo de etídio, pois foi demonstrado que ele é mutagênico no teste de Ames, embora a carcinogenicidade do brometo de etídio não tenha sido estabelecida. O SYBR Green requer o uso de um transiluminador de luz azul. O DNA corado com violeta de genciana pode ser visualizado sob luz natural sem o uso de um transiluminador UV, o que é uma vantagem, mas pode não produzir uma banda forte.
Quando corado com brometo de etídio, o gel é visualizado com um transiluminador ultravioleta (UV). A luz UV excita os elétrons dentro do anel aromático do brometo de etídio e, quando eles retornam ao estado fundamental, a luz é liberada, fazendo com que o complexo de DNA e brometo de etídio fique fluorescente. Os transiluminadores padrão usam comprimentos de onda de 302/312 nm (UV-B), mas a exposição do DNA à radiação UV por apenas 45 segundos pode causar danos ao DNA e afetar os procedimentos subsequentes, por exemplo, reduzindo a eficiência da transformação, da transcrição in vitro e da PCR. Portanto, a exposição do DNA à radiação UV deve ser limitada. O uso de um comprimento de onda maior, de 365 nm (faixa UV-A), causa menos danos ao DNA, mas também produz uma fluorescência muito mais fraca com o brometo de etídio. Quando vários comprimentos de onda podem ser selecionados no transiluminador, o comprimento de onda mais curto pode ser usado para capturar imagens, enquanto o comprimento de onda mais longo deve ser usado se for necessário trabalhar no gel por um período de tempo prolongado.
O aparelho transiluminador também pode conter dispositivos de captura de imagem, como uma câmera digital ou polaroid, que permite a captura ou a impressão de uma imagem do gel.
Para a eletroforese de proteínas em gel, as bandas podem ser visualizadas com corantes de Coomassie ou prata.

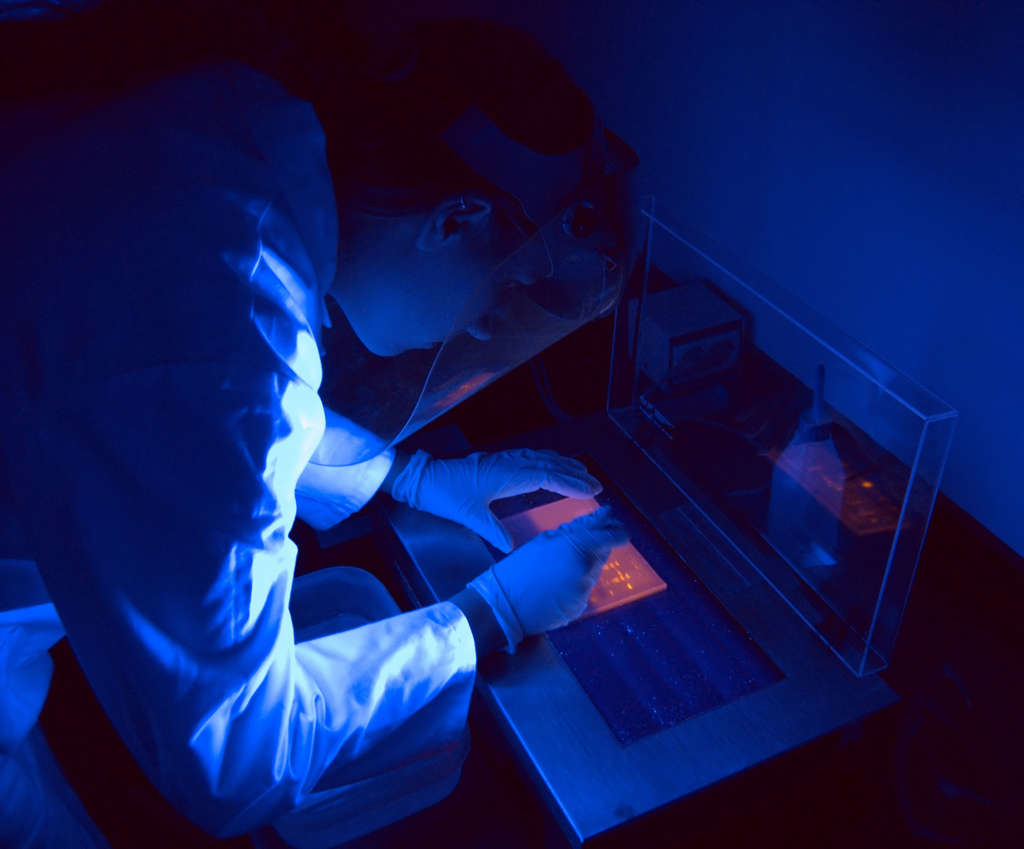
Corte de fatias de gel de agarose. Deve-se usar equipamento de proteção ao usar o transiluminador UV

### Procedimentos posteriores
As bandas de DNA separadas são frequentemente usadas para outros procedimentos, e uma banda de DNA pode ser cortada do gel como uma fatia, dissolvida e purificada. Entretanto, os contaminantes podem afetar alguns procedimentos posteriores, como a PCR, e a agarose de baixo ponto de fusão pode ser preferida em alguns casos, pois contém menos sulfatos que podem afetar algumas reações enzimáticas. Os géis também podem ser usados para técnicas de blotting.

## Tampões
Em geral, o tampão ideal deve ter boa condutividade, produzir menos calor e ter uma vida útil longa. Há vários tampões usados para eletroforese em agarose; os mais comuns para ácidos nucleicos incluem Tris/Acetato/EDTA (TAE) e Tris/Borato/EDTA (TBE). Os tampões usados contêm EDTA para inativar muitas nucleases que exigem cátions divalentes para funcionar. O borato no tampão TBE pode ser problemático, pois o borato pode polimerizar e/ou interagir com dióis cis, como os encontrados no RNA. O TAE tem a menor capacidade de tamponamento, mas oferece a melhor resolução para DNA maior. Isso significa uma voltagem mais baixa e mais tempo, mas um produto melhor.
Muitos outros tampões foram propostos, como, por exemplo, borato de lítio (LB), histidina isoelétrica, tampões de bens com pK correspondente etc.; na maioria dos casos, a justificativa alegada é a corrente mais baixa (menos calor) e/ou mobilidades iônicas correspondentes, o que leva a uma vida útil mais longa do tampão. O tampão Tris-fosfato tem alta capacidade de tamponamento, mas não pode ser usado se o DNA extraído for usado em uma reação sensível ao fosfato. O LB é relativamente novo e é ineficaz na resolução de fragmentos maiores que 5 kb. No entanto, com sua baixa condutividade, uma voltagem muito mais alta pode ser usada (até 35 V/cm), o que significa um tempo de análise mais curto para a eletroforese de rotina. Uma diferença de tamanho de apenas um par de bases pode ser resolvida em um gel de agarose a 3% com um meio de condutividade extremamente baixa (borato de lítio 1 mM).
Outros sistemas de tamponamento podem ser usados em aplicações específicas, por exemplo, os tampões de ácido barbitúrico-barbiturato de sódio ou Tris-barbiturato podem ser usados na eletroforese de proteínas em gel de agarose, por exemplo, na detecção de distribuição anormal de proteínas.

## Aplicações
- Estimativa do tamanho das moléculas de DNA após a digestão com enzimas de restrição, por exemplo, no mapeamento de restrição do DNA clonado.
- Estimativa da concentração de DNA comparando a intensidade da banda de ácido nucleico com a banda correspondente do marcador de tamanho.[34]
- Análise de produtos de uma reação em cadeia da polimerase (PCR), por exemplo, em diagnóstico genético molecular ou impressão digital genética.
- Separação de fragmentos de DNA para extração e purificação.
- Separação de DNA genômico restrito antes da southern blot, ou de RNA antes da northern blot.
- Separação de proteínas, por exemplo, triagem de anormalidades proteicas em química clínica.[35]

Os géis de agarose são facilmente moldados e manuseados em comparação com outras matrizes e os ácidos nucleicos não são alterados quimicamente durante a eletroforese. As amostras também são facilmente recuperadas. Após o término do experimento, o gel resultante pode ser armazenado em um saco plástico em um refrigerador.
A eletroforese é realizada em soluções-tampão para reduzir as alterações de pH devido ao campo elétrico, o que é importante porque a carga do DNA e do RNA depende do pH, mas a execução por muito tempo pode esgotar a capacidade de tamponamento da solução. Além disso, diferentes preparações de material genético podem não migrar de forma consistente umas com as outras, por motivos morfológicos ou outros.